# Sibaung
Sibaung est un îlot des Philippines, situé dans la région autonome en Mindanao musulmane,,.

## Géographie et géologie
Sibaung est l’île la plus à l’ouest des Turtle Islands. C’est un petit récif corallien situé à 7,2 km à l’ouest de la partie nord de l’île de Boaan. Il y a quelques buissons sur ce récif.

## Histoire
Sibaung fait partie de la province insulaire de Tawi-Tawi et l’archipel des Turtle Islands, un groupe isolé de neuf îles situées dans la mer de Sulu, à l’extrémité sud-ouest du pays, à environ 1000 kilomètres au sud-ouest de Manille et à 40 kilomètres au nord de Sandakan, dans l’État de Sabah. Six des neuf îles se trouvent aux Philippines, tandis que les trois autres se trouvent en Malaisie, séparées par la frontière maritime, fixée par un traité international, entre les Philippines et la Malaisie. Les six îles du côté philippin (Boaan, Lihiman, Langaan, Great Bakkungan, Taganak et Baguan) couvrent environ 308 hectares de terres et sont regroupées en une seule municipalité. Leur population était de 3772 habitants au recensement de 2010.
Les îles, ainsi que Cagayan de Tawi-Tawi, étaient autrefois détenues par le Royaume-Uni qui administrait à l’époque l’État voisin de Bornéo du Nord (l’actuel État de Sabah en Malaisie) en tant que protectorat britannique. À la suite du traité signé à la Société des Nations le 2 janvier 1930 entre les États-Unis, qui contrôlaient les Philippines, et le Royaume-Uni concernant les frontières territoriales, le Royaume-Uni a cédé sept des Turtle Islands et Cagayan de Tawi-Tawi aux États-Unis. Les îles sont passées sous la souveraineté philippine lors de la reconnaissance par les États-Unis de l’indépendance des Philippines le 4 juillet 1946.